# 33 (album)
33 è il diciottesimo album di Luis Miguel pubblicato nel 2003.

## Tracce
1. Un Te Amo – 4:04 (testo: Armando Manzanero – musica: Armando Manzanero)
2. Con Tus Besos – 3:12 (testo: Luis Miguel, Salo Loyo, Francisco Loyo – musica: Luis Miguel, Salo Loyo, Francisco Loyo)
3. Devuélme El Amor – 4:06 (testo: Luis Miguel, Kike Santander – musica: Luis Miguel, Kike Santander)
4. Te Necesito – 3:15 (testo: Juan Luis Guerra – musica: Juan Luis Guerra)
5. Nos Hizo Falta Tiempo – 3:44 (testo: Armando Manzanero – musica: Armando Manzanero)
6. Eres – 4:18 (testo: Luis Miguel, Edgar Cortázar, Salo Loyo, Francisco Loyo – musica: Luis Miguel, Edgar Cortázar, Salo Loyo, Francisco Loyo)
7. Ahora Que Te Vas – 4:02 (testo: Armando Manzanero – musica: Armando Manzanero)
8. Qué Tristeza – 3:42 (testo: Armando Manzanero – musica: Armando Manzanero)
9. Y Sigo – 3:30 (testo: Kike Santander – musica: Kike Santander)
10. Vuelve – 3:34 (testo: Luis Miguel, Alejandro Asensi, Francisco Loyo, Edgar Cortázar – musica: Luis Miguel, Alejandro Asensi, Francisco Loyo, Edgar Cortázar)
11. Qué Hacer – 4:28 (testo: Luis Miguel – musica: Luis Miguel)